# Tropiduridae
Famille
Synonymes
- Tropidurinae Bell, 1843

Les Tropiduridae sont une famille de sauriens. Elle a été créée par Thomas Bell en 1843.

## Répartition
Les espèces de cette famille se rencontrent en Amérique du Sud (jusqu'aux îles Galápagos), dans les Caraïbes ainsi qu'en Floride où ils ont été introduits.

## Description
Ce sont des lézards dont la taille varie de 5 à 15 cm sans la queue, celle-ci pouvant approcher la taille du corps.

## Liste des genres
Selon The Reptile Database (23 avril 2012) :
- Eurolophosaurus Frost, Rodrigues, Grant & Titus, 2001
- Microlophus Duméril & Bibron, 1837
- Plica Gray, 1830
- Stenocercus Duméril & Bibron, 1837
- Strobilurus 	Wiegmann, 1834
- Tropidurus Wied-Neuwied, 1824
- Uracentron Kaup, 1827
- Uranoscodon Bonaparte, 1832

## Publication originale
- Bell, 1843 : The Zoology of the Voyage of H.M.S. Beagle Under the Command of Captain Fitzroy, R.N., during the Years 1832 to 1836, vol. 5, p. 1-51 (texte intégral).